# 1910년 미국 하원의원 선거
1910년 미국 하원의원 선거는 1910년 미국에서 치러진 하원의원 선거로, 보수적인 태프트 대통령에 반발한 여당 공화당의 분열은 민주당 과반이란 결과를 낳는다.

## 선거 결과
| 정당   | 의석수 |
| ------ | ------ |
| 민주당 | 219석  |
| 공화당 | 164석  |
| 사회당 | 1석    |
| 합계   | 394석  |

득표
| 정당   | 득표수    | 득표율 |
| ------ | --------- | ------ |
| 민주당 | 5,864,262 | 46.7%  |
| 공화당 | 5,849,989 | 46.6%  |
| 사회당 | 529,211   | 4.2%   |